# Superliga Brasileira de Voleibol Masculino de 2002–03
A nona edição da Superliga Brasileira de Voleibol ocorreu na temporada 2002-03, realizada entre 30 de novembro de 2002 e 12 de abril de 2003, com onze equipes representando quatro estados.

## Participantes
Banespa/Mastercard, São Bernardo do Campo/SP

 Bento Gonçalves, Bento Gonçalves/RS

 Telemig Celular/Minas, Belo Horizonte/MG

 Lupo/Náutico/Fundesport, Araraquara/SP

 Palmeiras/Guarulhos, Guarulhos/SP

 Shopping ABC/Santo André, Santo André/SP

 Intelbrás/São José, São José/SC

 Wizard/Suzano, Suzano/SP

 UCS, Caxias do Sul/RS

 Ulbra, Canoas/RS

 Unisul, Florianópolis/SC

## Regulamento
- Fase Classificatória:A primeira fase da Superliga foi realizada com a participação de onze equipes. A competição foi dividida em duas fases. Na primeira, as equipes jogaram entre si, em turno e returno, realizando 20 partidas cada uma.

- Playoffs:As oito melhores colocadas avançaram às quartas-de-final(melhor de três jogos), obedecendo ao seguinte cruzamento: 1º x 8º, 2º x 7º, 3º x 6º e 4º x 5º, em playoffs melhor de três jogos nas quartas de final e melhor de cinco jogos nas semifinais e final.

As quatro equipes vencedoras avançaram às semifinais (melhor de cinco jogos), respeitando o seguinte critério: o vencedor do jogo entre o 1º e o 8º enfrentará o do jogo entre o 4º e o 5º, e o ganhador da partida entre o 2º e o 7º terá pela frente o do confronto entre o 3º e o 6º. Os dois times vencedores disputaram o título na final, também em uma série melhor de cinco jogos.O treinador dos times que fizeram melhor campanha na fase inicial também tiveram a oportunidade de escolher quais os três jogos que atuaram em casa

## Playoffs
|  | Quartas-de-final        | Quartas-de-final        | Quartas-de-final        | Quartas-de-final        | Quartas-de-final        |   |    | Semifinais                       | Semifinais                       | Semifinais                       | Semifinais                       | Semifinais                       | Semifinais                       | Semifinais                       |  |  | Final                   | Final                   | Final                   | Final                   | Final                   | Final                   | Final                   |
|  | 8 a 15 de março de 2003 | 8 a 15 de março de 2003 | 8 a 15 de março de 2003 | 8 a 15 de março de 2003 | 8 a 15 de março de 2003 |   |    | 20 de março a 1 de abril de 2003 | 20 de março a 1 de abril de 2003 | 20 de março a 1 de abril de 2003 | 20 de março a 1 de abril de 2003 | 20 de março a 1 de abril de 2003 | 20 de março a 1 de abril de 2003 | 20 de março a 1 de abril de 2003 |  |  | 6 a 12 de abril de 2003 | 6 a 12 de abril de 2003 | 6 a 12 de abril de 2003 | 6 a 12 de abril de 2003 | 6 a 12 de abril de 2003 | 6 a 12 de abril de 2003 | 6 a 12 de abril de 2003 |
|  |                         |                         |                         |                         |                         |   |    |                                  |                                  |                                  |                                  |                                  |                                  |                                  |  |  |                         |                         |                         |                         |                         |                         |                         |
|  | 1º                      | Unisul                  | 3                       | 3                       | -                       |   |    |                                  |                                  |                                  |                                  |                                  |                                  |                                  |  |  |                         |                         |                         |                         |                         |                         |                         |
|  | 8º                      | Intelbrás/São José      | 0                       | 0                       | -                       |   |    |                                  |                                  |                                  |                                  |                                  |                                  |                                  |  |  |                         |                         |                         |                         |                         |                         |                         |
|  | 8º                      | Intelbrás/São José      | 0                       | 0                       | -                       |   | 1º | Unisul                           | 3                                | 0                                | 2                                | 3                                | 3                                |                                  |  |  |                         |                         |                         |                         |                         |                         |                         |
|  |                         |                         |                         |                         |                         |   | 1º | Unisul                           | 3                                | 0                                | 2                                | 3                                | 3                                |                                  |  |  |                         |                         |                         |                         |                         |                         |                         |
|  |                         | 4º                      | Wizard/Suzano           | 2                       | 3                       | 3 | 1  | 0                                |                                  |                                  |                                  |                                  |                                  |                                  |  |  |                         |                         |                         |                         |                         |                         |                         |
|  | 4º                      | 4º                      | Wizard/Suzano           | 2                       | 3                       | 3 | 1  | 0                                | Wizard/Suzano                    | 3                                | 0                                | 3                                |                                  |                                  |  |  |                         |                         |                         |                         |                         |                         |                         |
|  | 4º                      |                         |                         |                         |                         |   |    |                                  | Wizard/Suzano                    | 3                                | 0                                | 3                                |                                  |                                  |  |  |                         |                         |                         |                         |                         |                         |                         |
|  | 5 º                     | Telemig Celular/Minas   | 2                       | 3                       | 0                       |   |    |                                  |                                  |                                  |                                  |                                  |                                  |                                  |  |  |                         |                         |                         |                         |                         |                         |                         |
|  |                         |                         |                         |                         |                         |   |    |                                  |                                  |                                  |                                  |                                  |                                  |                                  |  |  | 1º                      | Unisul                  | 1                       | 2                       | 0                       | -                       | -                       |
|  |                         |                         | 2º                      | Ulbra                   | 3                       | 3 | 3  | -                                | -                                |                                  |                                  |                                  |                                  |                                  |  |  |                         |                         |                         |                         |                         |                         |                         |
|  | 2 º                     | Ulbra                   | 3                       | 1                       | 3                       |   |    |                                  |                                  |                                  |                                  |                                  |                                  |                                  |  |  |                         |                         |                         |                         |                         |                         |                         |
|  | 7 º                     | Palmeiras/Guarulhos     | 1                       | 3                       | 1                       |   |    |                                  |                                  |                                  |                                  |                                  |                                  |                                  |  |  |                         |                         |                         |                         |                         |                         |                         |
|  | 7 º                     | Palmeiras/Guarulhos     | 1                       | 3                       | 1                       |   | 2º | Ulbra                            | 3                                | 3                                | 3                                | -                                | -                                |                                  |  |  |                         |                         |                         |                         |                         |                         |                         |
|  |                         |                         |                         |                         |                         |   | 2º | Ulbra                            | 3                                | 3                                | 3                                | -                                | -                                |                                  |  |  |                         |                         |                         |                         |                         |                         |                         |
|  |                         | 3º                      | Banespa/Mastercard      | 2                       | 1                       | 1 | -  | -                                |                                  |                                  |                                  |                                  |                                  |                                  |  |  |                         |                         |                         |                         |                         |                         |                         |
|  | 3 º                     | 3º                      | Banespa/Mastercard      | 2                       | 1                       | 1 | -  | -                                | Banespa/Mastercard               | 3                                | 3                                | -                                |                                  |                                  |  |  |                         |                         |                         |                         |                         |                         |                         |
|  | 3 º                     |                         |                         |                         |                         |   |    |                                  | Banespa/Mastercard               | 3                                | 3                                | -                                |                                  |                                  |  |  |                         |                         |                         |                         |                         |                         |                         |
|  | 6 º                     | Bento Gonçalves         | 0                       | 0                       | -                       |   |    |                                  |                                  |                                  |                                  |                                  |                                  |                                  |  |  |                         |                         |                         |                         |                         |                         |                         |